# (39758) 1997 EA31
1997 إي أي 31 (ويعرف أيضًا باسم (39758) 1997 إي أي 31 وفق تسمية الكوكب الصغير) (بالإنجليزية: 1997 EA31)‏؛ هو كويكب ضمن حزام الكويكبات.
اكتُشف هذا الجُرم الفلكي بواسطة سبيس واتش في 5 مارس 1997، وترتيبه 39758 من حيث الاكتشاف.

## الوصف
اكتُشف 397581997EA في 5 مارس 1997 في مرصد قمة كت الوطني، الواقع في صحراء سونورا، أريزونا في الولايات المتحدة، بواسطة مشروع سبايس واتش (مشاهد السماء) التابع لجامعة أريزونا. وقد رصد المشروع 1,021 مشاهدة للكويكب إلى غاية 5 فبراير 2022 بتوقيت منطقة المحيط الهادئ، أي في مدة قدرها 9,074 يومًا (24.9 عام). تستغرق الفترة المدارية للكويكب 1,830 يومًا (5 عام).

## الخصائص المدارية
يتميز مدار هذا الكويكب بنصف محور رئيسي يبلغ 2.93 وحدة فلكية، وحضيض قدره 2.66 وحدة فلكية، وانحراف قدره 0.0915 وزاوية ميلان 5.02 درجة بالنسبة لمسار الشمس. بسبب هذه الخصائص، أي نصف المحور الرئيسي بين 2 و3.2 وحدة فلكية وحضيض أكبر من 1,666 وحدة فلكية، يُصنف هذا الجُرم الفلكي وفقًا لقاعدة بيانات مختبر الدفع النفاث لأجرام النظام الشمسي الصغيرة كائنًا من حزام الكويكبات الرئيسي.

## وصلات خارجية
- (39758) 1997 EA31 في قاعدة بيانات مختبر الدفع النفاث لأجرام النظام الشمسي الصغيرة

- الاكتشاف · مخطط المدار ·  العناصر المدارية · المعلمات المادية

- (39758) 1997 EA31 على موقع ويكي سكاي: DSS2, SDSS, GALEX, IRAS, Hydrogen α, X-Ray, Astrophoto, Sky Map, Articles and images